# Kabi Nagata
Kabi Nagata (28 de mayo de 1987) es una artista de manga japonesa, autora de la obra Mi experiencia lesbiana con la soledad.

## Trayectoria
Sus influencias en el manga fueron el manga deportivo Slam Dunk de Takehiko Inoue y la revista Shükan Shōnen Jump, especialente el manga de samuráis Rurouni Kenshin de Nobuhiro Watsuki.
En 2016, se publicó su primera obra autobiográfica My Lesbian Experience With Loneliness (en español Mi experiencia lésbica con la soledad). Con un estilo de influencia chibi en blanco y negro con tramas rosas, la autora relata su salida del armario y la búsqueda de su identidad a partir de sus primeras experiencias sexuales, que vive con escorts, así como sus problemas de salud mental. En 2018, la obra fue publicada en España por Fandogamia Editorial.
También en 2016, se publicó en japonés la secuela de My Lesbian Experience With Loneliness fue My Solo Exchange Diary (en japonés: 一人交換日記, Hitori kōkan nikki  y en español Mi diario de intercambio conmigo misma). Este manga-ensayo se publicó en inglés en 2018. La obra se basa en el concepto de entradas de diario o cartas que Nagata intercambia con su yo anterior y el futuro para abordar la relación con sus padres, su emancipación y el amor. Su segundo volumen, titulado My Solo Exchange Diary 2 (一人交換日記2), se publicó en japonés en 2017 y en inglés en 2019.
En 2019 se lanzó en Japón Mi escape alcohólico de la realidad (現実逃避してたらボロボロになった話, Genjitsu tōhi Shitetara boroboro ni natta hanashi) que trata sobre el alcoholismo de Nagata y su posterior hospitalización por pancreatitis. Se lanzó en los Estados Unidos de América en 2021.
My Wandering Warrior Existence (迷走戦士・永田カビ, Meisou Senshi Nagata Kabi ) fue la quinta entrega de la serie del manga autobiográfico de Nagata. En ella, interroga los anhelos que Nagata tenía por el amor y el matrimonio. Este manga se lanzó en japonés en 2020 y en inglés en 2022. En febrero de 2021, Nagata comenzó un nuevo manga, Meisо̄ Senshi Nagata Kabi: Gourmet de Go! (迷走戦士・永田カビ グルメでGO！), que trataba sobre su trastorno alimentario y su deseo de comer en exceso.
Mi páncreas se rompió, pero mi vida mejoró (膵臓がこわれたら、少し生きやすくなりました。, Suizou ga Kowaretara, Sukoshi Iki Yasuku Narimashita. ) es la sexta y última entrega de la serie. En esta obra profundiza más en el alcoholismo de Nagata y cómo sufrir pancreatitis la llevó a dejar de fumar e intentar estar más saludable. También aborda sus experiencias durante la pandemia de COVID-19. El manga se lanzó en japonés en 2022 y se lanzó en inglés en noviembre de 2023.

## Reconocimientos
En 2018, la obra de Nagara My Lesbian Experience With Loneliness ganó el Premio Harvey al Mejor Manga y el Premio Crunchyroll Anime al Mejor Manga.